# 鬼ごっこ協会
一般社団法人鬼ごっこ協会（おにごっこきょうかい、英語：Onigokko Association）は、鬼ごっこを活用して青少年の健全育成、地域の活性化などを目的に活動している団体である。代表理事羽崎泰男が開発したスポーツ鬼ごっこを活用して、イベントや大会を行う。

## 沿革
- 2010年6月18日 - 一般社団法人鬼ごっこ協会　設立
- 2010年7月18日 - 協会設立記念大会の実施（神奈川県相模原市津久井）
- 2012年11月 - 第1回スポーツ鬼ごっこ全国大会in大井町の開催
- 2013年11月 - 第2回スポーツ鬼ごっこ全国大会in大井町の開催

（鬼ごっこ協会 設立の背景・沿革：http://www.onigokko.or.jp/cn11/pg305.html.)

## 事業内容
- 「鬼ごっこ」の啓発及び推進事業
- 教材や資料の企画・制作および販売事業
- 研修会・講習会・講演会の開催事業
- 他団体との交流、国際連携および協力事業
- 運動施設などの運営管理
- 前各号に掲げる事業に附帯又は関連する事業

## メディア掲載
- シブヤ経済新聞（2014年03月03日）：『渋谷で「スポーツ鬼ごっこ大会」－ITベンチャー6社が激戦』：https://www.shibukei.com/headline/9960/?1394798691711
- 長崎経済新聞（2014年03月10日）：『長崎・伊王島で「スポーツ鬼ごっこ」体験会－鬼ごっこ協会から講師招へい』：http://nagasaki.keizai.biz/headline/755/?1394798634965
- 二子玉川経済新聞（2013年11月20日）：『世田谷・玉川野毛公園で「スポーツ鬼ごっこ」大会－伝承遊びで地域振興を』：http://nikotama.keizai.biz/headline/696/
- 東洋経済オンライン（2013年2月15日）：ネスレなど企業が「鬼ごっこ」導入の理由：https://toyokeizai.net/articles/-/12879
- 文化放送（2011年9月22日）：鬼ごっこ協会の理事さんが登場！：https://www.joqr.co.jp/japan/2011/09/post-618.html
- 北海道新聞：スポーツ鬼ごっこ | 育～未来計画～ Webアーカイブ：http://adv.hokkaido-np.co.jp/iku-mirai/oni/